# Tournefortia scandens
Tournefortia scandens là loài thực vật có hoa trong họ Mồ hôi. Loài này được Mill. miêu tả khoa học đầu tiên năm 1768.